# Chrysobothris rotundicollis
Chrysobothris rotundicollis es una especie de escarabajo del género Chrysobothris, familia Buprestidae. Fue descrita científicamente por Gory & Laporte en 1837.
Mide entre 10-14 mm.